# Matronae Almaviahenae
Die Almaviahenae sind Matronen, die einzig in einer Weihinschrift aus dem 2./3. Jahrhundert aus Thorr bei Köln überliefert sind.

## Auffindung und Inschrift
Bei Abbrucharbeiten der alten Kirche von Thorr wurden 1905 neben dem Votivstein für die Almaviahenae weitere Matronensteine als in den Fundamenten verbaute, bearbeitete Spolien gefunden. Diese wurden 1906 in der Année épigraphique zuerst wissenschaftlich beschrieben und später nach Übergang ins Depot des Rheinischen Landesmuseums in Bonn durch Hans Lehner erneut publiziert. 

„Matr[onis] / Almav[iahe]/nis L(ucius) C[“

Zu diesem Fund wird in der Forschung der Beleg einer Inschrift aus der Gallia Narbonensis der Matronae Almahae aus Plan-d’Aups-Sainte-Baume als verwandte Form gezogen, die trotz des Fundorts als mehrheitlich als germanisch bewertet wird aufgrund des intervokalischen H.

## Beiname und Deutung
Günter Neumann sieht in Almavia-henae das zweigliedrige Grundwort Almavia- aus Alm(a)-avia-. Das Erstglied alm- bedeutet den Baumnamen der Ulme, der in den germanischen Sprachen in den Formen elm- oder ilm- erscheint. Die Lautung alm findet sich heute in den nordischen Sprachen, im Niederländischen und in den niederdeutschen Dialekten (Ortsnamen wie Almelo, der Flussname Alme). Das Zweitglied -avia- bestimmt er als eine Vorform des neuhochdeutschen Aue aus germanisch *agwijō = „Gegend am Wasser“. Das Kompositum Alm(a)-avia entspricht inhaltlich wie formal der bayerischen Elm-au. Neumann stellt des Weiteren an der überlieferten Form fest, dass das regionale, dialektale Sonderheiten des Germanischen festzustellen sind. Das ältere germanische gw ist zum w geschwunden und mit dem Graphem V wiedergegeben und die Form des Baumnamens zeugen für den Vorgang.
Theo Vennemann leitet den Beinamen von einem nicht belegten gallorömischen Ortsnamen *Almaviacum ab, dem stammbildend ein Gewässername (Hydronym) *Ahnava zugrunde liegt. Aus dem Ortsnamen wurde durch die Ubier die germanische Form des überlieferten Beinamens gebildet.
Anders geht Patrizia de Bernardo Stempel vor, sie deutet den Namen als ein ursprünglich keltisches Theonym und Variante des Belegs der Almahae, der gekennzeichnet ist durch eine germanisierte und mit germanischen Bestandteilen angereicherte Wiedergabe. Sie unterteilt in der Analyse den Namen in die Elemente Alm-a-via(e) + germanisiertes -henae Suffix; -viae ist keltisch zu erklären (Suleviae), Alm- stellt sie ebenfalls zum germanischen Baumnamen der Ulme.
Rudolf Simek ordnet die Almaviahenae funktional in eine Gruppe von Lokal- oder Regional Gottheiten ein, die mit einem namenstiftenden Gewässer in Verbindung steht; Alm- = Elmbach.